# GK80鉄帽

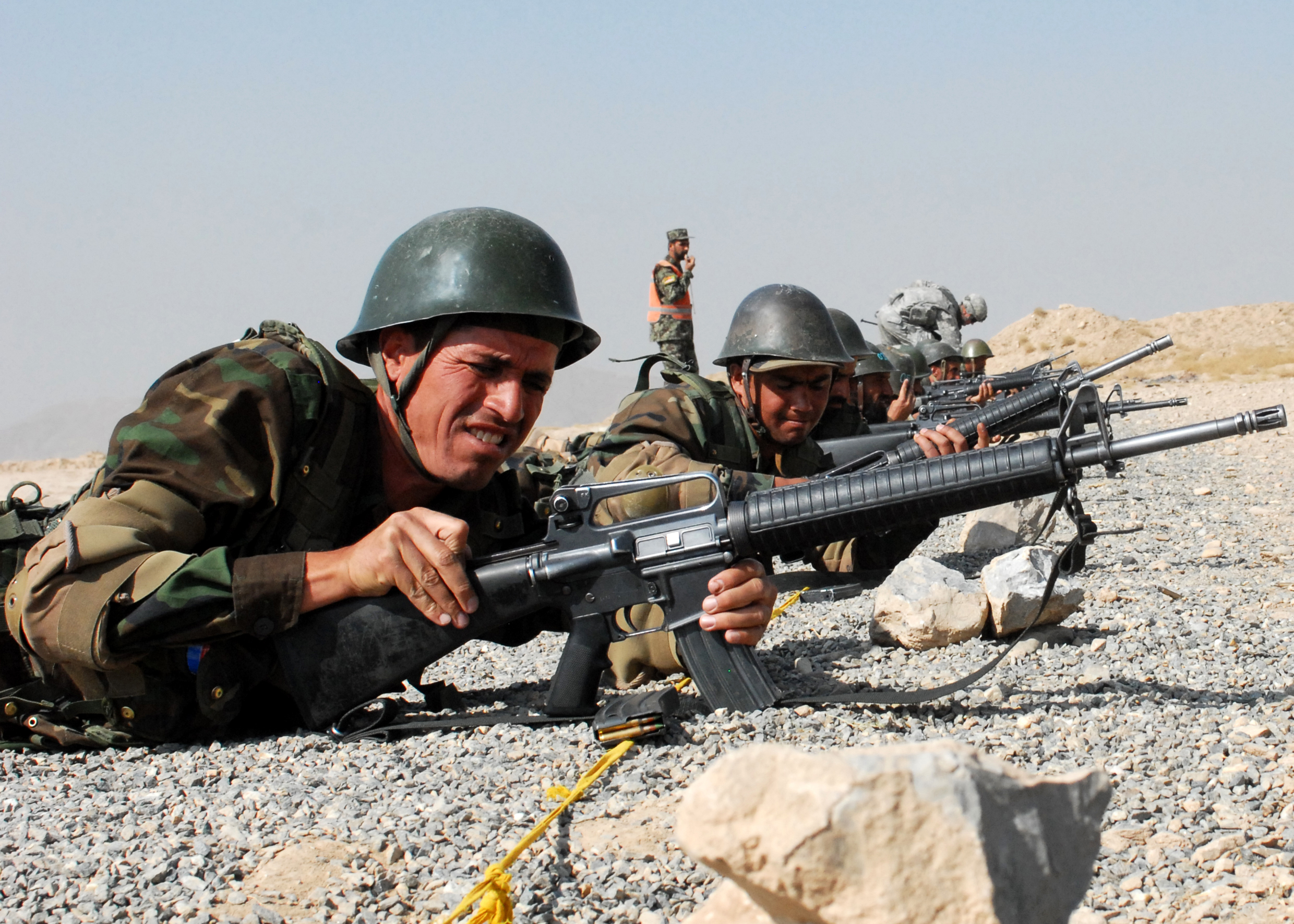
射撃訓練中のアフガニスタン軍の士官候補生（2010年）。手前の候補生はGK80Aを着用している

GK80鉄帽（中国語: GK80钢盔）は、中華人民共和国で開発された鋼鉄製の戦闘用ヘルメットである。1980年代から中国人民解放軍や中国国内の警察機関に配備され、ケブラー製ヘルメットでの更新が始まる2000年代まで広く使われていた。

## 歴史

### 前史

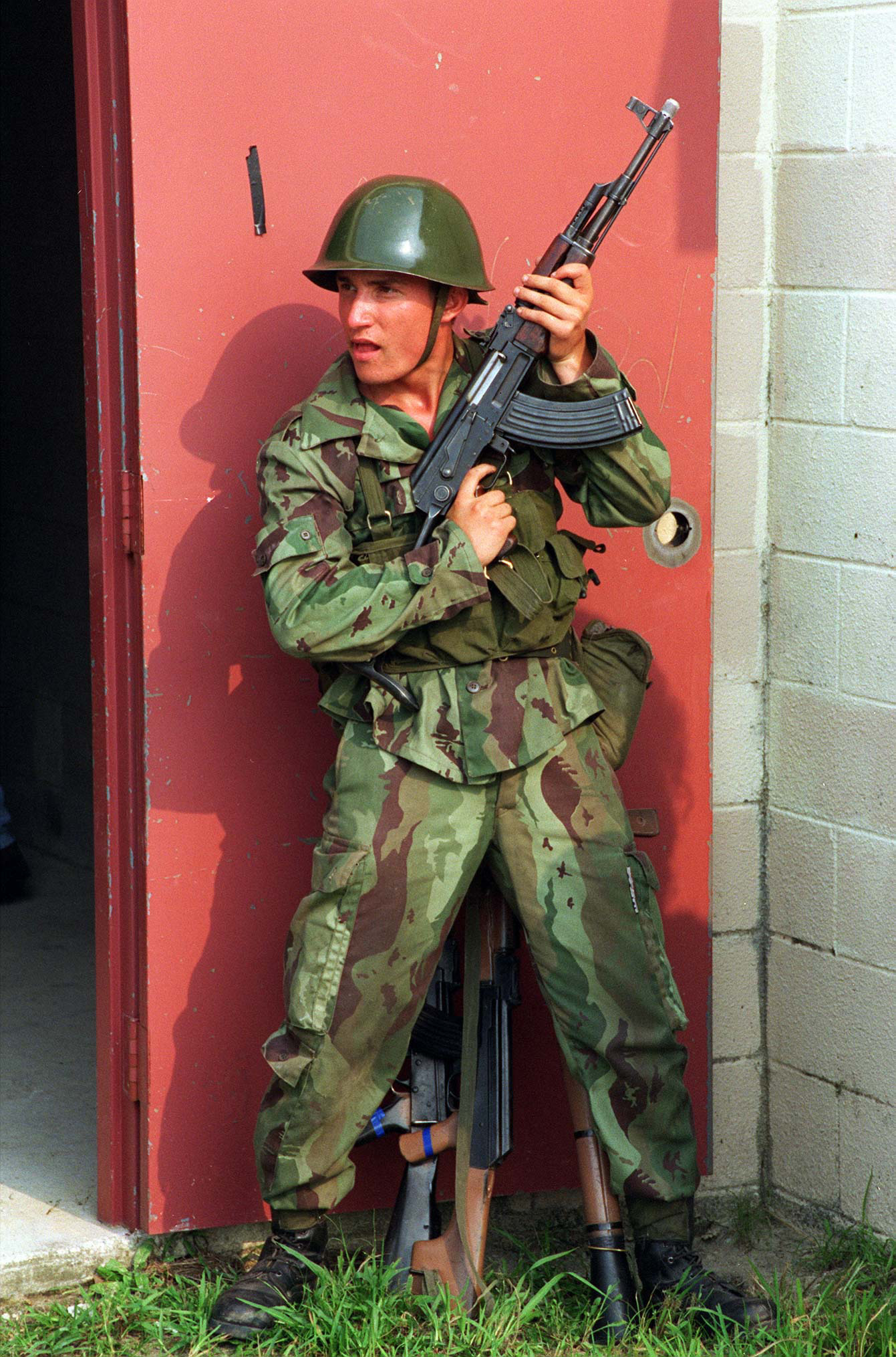
69式を着用したアルバニア兵（1996年）

もともと、中国の軍隊では経済的な理由から戦闘用ヘルメットが普及していなかった。紅軍（共産党軍）も同様で、少数が鹵獲ないし調達されていたものの、ほとんど着用されていなかった。
日中戦争期に共産党軍が配備したヘルメットとしては、国民革命軍（国民党軍）から鹵獲したアメリカ製M1ヘルメットおよび中正式（M1を元に中国人の頭部に合わせた改良を加えたもの）、同じく国民党軍が配備していたドイツ製M1935鉄帽などが知られる。また、日本軍から大量に鹵獲された九〇式鉄帽も広く配備された。最も数が揃えやすかったこともあり、1949年10月1日の建国記念式典のパレードでは、九〇式鉄帽でヘルメットが統一された。
1950年から1953年までの朝鮮戦争を契機に、人民解放軍はソビエト連邦軍をモデルとして軍の近代化を進め、この中でヘルメットの配備も進められることとなる。ロシア製ヘルメットはアジア人の頭の形に合わないために使われず、一線級部隊には九〇式鉄帽の国産模造品が、二線級部隊には古い九〇式鉄帽がもっぱら配備された。
1959年10月1日の中華人民共和国10周年記念式典の直前にはグラスファイバー製ヘルメットが急遽配備された。式典に間に合わせることが優先されたため、品質は低かった。後に戦闘部隊で試験が行われたものの、防弾性能が低く、グラスファイバー素材も高価で大量生産には不向きとされた。結局、このヘルメットが広く配備されることはなかった。
1960年代には空挺部隊向けヘルメットの開発が行われ、1965年に65式空挺兵ヘルメット（65式伞兵盔）として完成した。形状は59式を踏襲していた。試験と改良が重ねられ、1970年代から空挺部隊向け装備として制式採用された。ただし、防弾性能は依然として低く、少数調達に留まった。
1960年代後半、国内向けに先んじて対外援助用ヘルメットの開発が始まった。1969年に完成したことから69式、またはアルバニア向け軍事援助の一環として調達されたことからアルバニア援助ヘルメット（援阿盔）とも言われる。69式の主な設計要件は、材質は232鋼、重量は1.2kg以下、最大厚みの差は0.2mm以下、25mの距離から54式拳銃で射撃を加えても貫通したり割れたりしないことというものだった。1970年代初頭までに20万個が製造された。69式は初期のGK80鉄帽によく似ており、側面の庇が耳を覆うようにやや垂れていた。

### GK80の開発
1970年代後半、69式の製造経験を活かした新型ヘルメットの開発が始まった。総後勤部軍需装備研究所、鞍山鋼鉄研究所、総後勤部3523工場は協働で、ヘルメット本体、帽体裏地、サスペンション部から成る戦闘用ヘルメットの開発に着手した。材質は厚さおよそ1mmの232防弾鋼、重量は1.10 - 1.25kg、衝撃耐性は392J以上である。表面の塗装は軍緑色、帽体裏地は軍緑色のナイロンストラップと草緑色の綿布で作られ、庇には草緑色の人工皮革と緑色のスポンジ材が使われた。防弾性能試験では、25mmの距離から通常の拳銃弾の直撃を防げるほか、跳弾や破片に対しても一定の防護性能があるとされた。その性能は、アメリカ製M1ヘルメットや諸外国の製品よりも優れているとされた。
制式採用前の初期型では、側面の庇が耳を覆うように少し垂れていた。これはソビエトおよびアメリカのヘルメットからの影響である。一方、上から見た形状は日本製ヘルメットによく似ていた。顎紐は左右1点ずつで固定されていた。塗装は草緑色だった。ただし、当時は国家による標準化が行われておらず、各製造元が独自で金型を作っていたため、同じ時期に作られたものでも、製造元による形状の差が見られる。
1979年に中越戦争が勃発した時点で、人民解放軍ではほとんどヘルメットが着用されていなかった。文化大革命の影響で軍の訓練が阻害され、また外国軍との交流が絶たれたことで精神教育が過度に重視されたためと言われている。結果的に、かつてヘルメットを着用せずとも日本やアメリカを退けたという歴史が軍内部でも信じられ、1970年代に犠牲を厭わない精神が尊ばれるようになり、ヘルメットは臆病の現れと捉えられるようになっていた。しかし、ベトナムの戦場ではヘルメットの不着用に起因する膨大な死傷者が出ることとなった。この事態を受け、総後勤部は予備装備として保管されていた九〇式鉄帽をかき集めて前線に送った。ヘルメットの需要を満たす試みの一環として、当時まだ採用されていなかった試作段階のヘルメットも前線に送られることとなった。すべての兵士が新型ヘルメットを受け取れたわけではなく、大部分は砲兵および突撃歩兵分隊に配備されていた。ヘルメットの着用によって死傷者は減少したものの、以後も着用を拒否する兵士が少なからずいたため、最終的には人民解放軍総参謀部から着用を義務付ける命令が出されている。
1980年2月、GK80として制式採用された。以後は徐々に配備が進み、両山戦役の頃には、前線部隊のほとんどで配備されていた。1991年には運用を通じて得られたフィードバックを元に改良を加えたものがGK80Aとして採用された。GK80Aでは、側面の庇はほぼ平坦になり、顎紐は左右2点ずつで固定されるY字型のものになった。着用時の安定性を高めるためのプラスチック製顎当ても後に採用された。なお、GK80AもGK80と同様、製造時期や製造元による形状の差異があった。最後期型のGK80Aでは、再び側面の庇が垂れており、初期のGA80に近い形状に改められた。
2000年頃には鋼鉄製のJK96鉄帽での更新が検討されていた。しかし、同時期にはケブラー素材を用いたヘルメットの開発も進められており、最終的にJK96はごく一部での配備に留まった。ケブラー素材を用いたより先進的なヘルメットの開発は1991年6月から始まり、やがてQGF-02ヘルメットと命名された。QGF-02は高価な輸入素材を使っていたこともあり一部部隊への配備に留まったが、その後改良を加えてコストを抑えたQGF-03が全軍に広く配備されていくことになる。
1990年代後半からは民生用安全帽としてGK80の形状を模倣した製品がいくつかのメーカーで作られるようになった。